# Kostel Nejsvětější Trojice (Mlázovice)
Kostel Nejsvětější Trojice je římskokatolický orientovaný, filiální, dříve farní kostel v městyse Mlázovice. Patří do farnosti Lázně Bělohrad. Je chráněn od 3. května 1958 jako kulturní památka České republiky. Vlastníkem kostela je městys Mlázovice.

## Historie
Původní dřevěný kostel je zmiňován roku 1360, kdy zde byl plebánem Jan z Lovčic. Současný kostel byl na jeho místě postaven v letech 1725–1731. Věž byla přistavěno v roce 1760 a v roce 1876 byla vybudováno její osmiboké cibulovité zakončení. Zvon ve věži je z roku 1593. Hodiny pochází ze zrušeného kláštera paulánů v Nové Pace.

## Architektura
Jednolodní kamenná stavba s pravoúhlým presbytářem. Na severní straně přiléhá k presbytáři malá sakristie.

## Bohoslužby
Pravidelné bohoslužby se konají v neděli v 7.30.